# Michel Ponte
Pour le personnage de fiction, voir Saison 4 du Bureau des légendes#Rôles secondaires.
 (juin 2010).
Améliorez-le ou discutez des points à vérifier. 
Michel Ponte (né le 11 juin 1947 à Paris) est un écrivain français. Il vit aujourd’hui dans les Hautes-Alpes près de Gap.

## Biographie
Il est issu d’une famille d’artistes professionnels. Son père a été membre de la troupe de l'Opéra de Paris. Il a été 1er prix du Conservatoire catégorie baryton martin, une année avant Camille Maurane dont il était camarade au conservatoire.
Sa mère a été danseuse dans diverses troupes, puis elle travailla pour la revue L'Avant-scène, ce qui lui permit de passer une partie importante de son enfance et de son adolescence à l’Opéra de Paris et dans les théâtres parisiens.
Il est d’abord pianiste remarqué puisque dès l’âge de cinq ans il participe, salle Pleyel, à la représentation donnée par les meilleurs élèves des professeurs de la ville de Paris.
Ne souhaitant pas qu’il embrasse une carrière artistique, sa famille l’oriente vers des études générales. Se sentant peu d’intérêt pour sa scolarité, il prépare une école paramédicale et décide dans le même temps de passer son bac comme candidat libre.
Il entre ensuite à l’éducation nationale et suit une formation à l’école normale qui l’amènera à devenir professeur certifié de SVT.

## Regards sur l'œuvre
L’écriture l’a toujours fasciné, ne trouvant que rarement dans la littérature les idées et les styles qui l’intéressaient. C’est le théâtre qui est à l’origine de sa vocation littéraire première, comme comédien mais également comme metteur en scène et formateur.

## Les autres facettes
Membre de la société Wilhelm Furtwängler depuis sa création en 1969.

## Œuvres
- Nul homme n'est une île, éditions Persée, roman inspiré de la légende de Faust (épuisé).
- Bella Ciao, éditions Jets d’Encre, 2008 (sur le thème de la révolte).
- Le risque zéro n'existe pas, éditions Jets d’Encre, 2008.
- Ce qu'il reste quand on a tout oublié, Publibook, 2009.
- Barricades mystérieuses, éditions Jets d’Encre, 2010 (roman poétique théâtral, transcription d'Eugène Onéguine, en vers).